# Тетон (округ, Айдахо)
Шаблон:StateAbbr_ 43°45′ пн. ш. 111°13′ зх. д. / 43.75° пн. ш. 111.21° зх. д.
Округ  Тетон (англ. Teton County) — округ (графство) у штаті  Айдахо, США. Ідентифікатор округу 16081.

## Історія
Округ утворений 1915 року.

## Демографія
За даними перепису 
2000 року 
загальне населення округу становило 5999 осіб, усе сільське.
Серед мешканців округу чоловіків було 3178, а жінок — 2821. В окрузі було 2078 домогосподарств, 1465 родин, які мешкали в 2632 будинках.
Середній розмір родини становив 3,43.
Віковий розподіл населення поданий у таблиці:
| Стать    | До 15 років | 15-21 | 22-29 | 30-39 | 40-49 | 50-65 | 65-85 | Понад 85 |
| -------- | ----------- | ----- | ----- | ----- | ----- | ----- | ----- | -------- |
| Чоловіки | 799         | 347   | 382   | 570   | 516   | 343   | 210   | 11       |
| Жінки    | 780         | 262   | 289   | 478   | 460   | 325   | 206   | 21       |

## Суміжні округи
- Фремонт — північ
- Тетон, Вайомінґ — схід
- Бонневілл — південь
- Медісон — захід

## Виноски
1. ↑  (unspecified title) — Москва: ВИНИТИ РАН, 1964. — С. 40. — 235 с.
2. ↑  U.S. Decennial Census. United States Census Bureau. Процитовано 1 липня 2014.
3. ↑  Historical Census Browser. University of Virginia Library. Архів оригіналу за 11 серпня 2012. Процитовано 1 липня 2014.
4. ↑  Population of Counties by Decennial Census: 1900 to 1990. United States Census Bureau. Процитовано 1 липня 2014.
5. ↑  Census 2000 PHC-T-4. Ranking Tables for Counties: 1990 and 2000 (PDF). United States Census Bureau. Процитовано 1 липня 2014.
6. ↑  State & County QuickFacts. United States Census Bureau. Архів оригіналу за 17 липня 2011. Процитовано 1 липня 2014. [Архівовано 2011-07-17 у Wayback Machine.](англ.) Наведено за англійською вікіпедією.
7. ↑  American FactFinder. Бюро перепису населення США. Архів оригіналу за 26 лютого 2012. Процитовано 31 січня 2008. [Архівовано 2008-05-21 у Wayback Machine.]

| США | Це незавершена стаття з географії США. Ви можете допомогти проєкту, виправивши або дописавши її. |